# Вирипаєвка (Вешкаймський район)
Вирипаєвка (рос. Вырыпаевка) — село в Вешкаймському районі Ульяновської області Російської Федерації.
Населення становить 34 особи. Входить до складу муніципального утворення Вешкаймське міське поселення.

## Історія
Від 2004 року входить до складу муніципального утворення Вешкаймське міське поселення.

## Населення
| 2010 |
| ---- |
| 34   |